# Classe San Lorenzo Giustinian
La  Classe San Lorenzo Giustiniano fu una classe di vascelli di linea di primo rango da 70 cannoni che prestò servizio nella Armada tra il 1691 e il 1764. Ne furono costruiti 29 esemplari, in tre serie costruttive, che si differenziavano tra di loro per la lunghezza dello scafo e per l'armamento installato.

## Storia
Nel 1690 furono impostati due nuovi vascelli della Classe Giove Fulminante,  il Leon Coronato e il San Lorenzo Giustinian, ma durante le fasi della costruzione presso l'Arsenale la seconda unità fu modificata, venendo allungata ed allargata sul fondo dello scafo. Il San Lorenzo Giustinian, fabbricato sotto la direzione di Giovanni Michiel ed armato con 70 cannoni, andò a costituire il primo esemplare di una nuova classe di unità destinata a costituire il nucleo centrale dell'Armata Grossa impegnata nella prima e seconda guerra di Morea contro l'Impero ottomano.
Con la costruzione del vascello Aurora vennero introdotte modifiche costruttive allo scafo che venne irrobustito ed allungato a 41,03 m. L'armamento venne potenziato con l'adozione di pezzi d'artiglieria da 30 libbre, e l'introduzione di queste modifiche diede vita ad una seconda serie costruttiva.  Il vascello Sol d'Oro, entrato in servizio nel 1696, fu il primo ad adottare la nuova colorazione decisa dal Senato per i vascelli appartenenti all'Armata Grossa veneziana.
I vascelli della terza serie costruttiva, il cui primo esemplare fu il Madonna de l'Arsenal, avevano lunghezza aumentata a 42,03 m, ed imbarcavano 68 pezzi d'artiglieria. Le ultime quattro unità della terza serie, la cui costruzione si protrasse per molto tempo, ebbero armamento ridotto a 66 pezzi d'artiglieria.
L'ultima unità ad essere radiata dal servizio fu il Sant'Iseppo, che venne demolita presso l'Arsenale a partire dal 1764.

## Navi della classe
| Nome                   | Arsenale | Costruzione | Storia | Fine                                                                        |
| San Lorenzo Giustinian | Venezia  | 1690-1691   | Prima unità della classe.                                                                                          | Ridotta in pontone presso l'Arsenale a partire dal 1712.                    |
| Stella Maris           | Venezia  | 1692-1693   | Appartenente alla prima serie.                                                                                     | Persa nella battaglia di Spalmadori del 1695.                               |
| Iride                  | Venezia  | 1694-1695   | . Appartenente alla prima serie.                                                                                   | Ridotta in pontone presso l'Arsenale nel 1718.                              |
| San Sebastian          | Venezia  | 1694-1695   | . Appartenente alla prima serie.                                                                                   | Persa per incendio nel gennaio 1697.                                        |
| Aurora                 | Venezia  | 1695-1696   | Appartenente alla seconda serie il cui scafo era rinforzato ed allungato a metri 41,93.                            | Demolita presso l'Arsenale a partire dal 1709.                              |
| Tigre                  | Venezia  | 1695-1696   | Appartenente alla seconda serie.                                                                                   | Persa per naufragio nelle acque di Borna nel 1705.                          |
| Sol d'Oro              | Venezia  | 1695-1696   | Appartenente alla seconda serie.                                                                                   | Demolita presso l'Arsenale a partire dal 1709.                              |
| Amazzone Guerriera     | Venezia  | 1696-1697   | Appartenente alla seconda serie.                                                                                   | Persa per naufragio nelle acque del capo di Cao il 19 gennaio 1712.         |
| Rizzo d'Oro            | Venezia  | 1696-1697   | Appartenente alla seconda serie.                                                                                   | In demolizione presso l'Arsenale a partire dal 1711.                        |
| Croce Rossa            | Venezia  | 1697-1698   | Appartenente alla seconda serie, dotata di armamento ridotto a 68 cannoni.                                         | Persa per naufragio nelle acque di San Pietro in Volta il 30 novembre 1715. |
| Aquila Valiera         | Venezia  | 1697-1698   | Appartenente alla seconda serie. Prima unità dotata dei cannoni di nuovo tipo sviluppati da Sigismondo Alberghetti | Demolita presso l'Arsenale a partire dal 1720.                              |
| Colomba d'Oro          | Venezia  | 1697-1699   | Appartenente alla terza serie.                                                                                     | Demolita presso l'Arsenale a partire dal 1727.                              |
| Grande Alessandro      | Venezia  | 1697-1709   | Appartenente alla seconda serie                                                                                    | Demolita presso l'Arsenale a partire dal 1730.                              |
| San Giorgio            | Venezia  | 1701-1714   | Appartenente alla seconda serie.                                                                                   | Demolita presso l'Arsenale a partire dal 1740.                              |
| Costanza               | Venezia  | 1701-1714   | . Appartenente alla seconda serie.                                                                                 | Demolita presso l'Arsenale a partire dal 1745.                              |
| Terror                 | Venezia  | 1708-1715   | Appartenente alla seconda serie.                                                                                   | Ridotta in pontone presso l'Arsenale a partire dal 1745.                    |
| Regina del Mar         | Venezia  | 1711-1715   | . Appartenente alla seconda serie.                                                                                 | Persa per incendio nel porto di Luino nel 1716.                             |
| San Lorenzo Giustinian | Venezia  | 1711-1715   | Appartenente alla seconda serie.                                                                                   | Demolita presso l'Arsenale a partire dal 1744.                              |
| Trionfo                | Venezia  | 1711-1715   | . Appartenente alla seconda serie.                                                                                 | Demolita presso l'Arsenale a partire dal 1740.                              |
| Madonna de l'Arsenal   | Venezia  | 1715-1716   | Appartenente alla terza serie il cui scafo era allungato a metri 42,93 m e l'armamento ridotto a 68 cannoni.       | Demolita presso l'Arsenale a partire dal 1740.                              |
| San Gaetano            | Venezia  | 1715-1716   | . Appartenente alla terza serie.                                                                                   | Demolita presso l'Arsenale a partire dal 1733.                              |
| San Pio Quinto         | Venezia  | 1715-1716   | Appartenente alla terza serie.                                                                                     | Demolita presso l'Arsenale a partire dal 1740.                              |
| Gloria Veneta          | Venezia  | 1715-1716   | . Appartenente alla terza serie.                                                                                   | Ridotta in pontone presso l'Arsenale a partire dal 1738.                    |
| Fortuna Guerriera      | Venezia  | 1715-1717   | . Appartenente alla terza serie.                                                                                   | Demolita presso l'Arsenale a partire dal 1740.                              |
| Adria in Pace          | Venezia  | 1716-1739   | Appartenente alla terza serie con armamento ridotto a 66 cannoni.                                                  | Persa per incaglio nel golfo di Smirne nel 1753.                            |
| Europa                 | Venezia  | 1715-1716   | . Appartenente alla terza serie con armamento ridotto a 66 cannoni.                                                | Demolita presso l'Arsenale a partire dal 1764.                              |
| Sant'Ignazio           | Venezia  | 1718-1745   | Appartenente alla terza serie con armamento ridotto a 66 cannoni.                                                  | Persa per una tempesta nelle acque di Pellestrina nel 1763.                 |
| Sant'Iseppo            | Venezia  | 1718-1746   | . Appartenente alla terza serie con armamento ridotto a 66 cannoni.                                                | Demolita presso l'Arsenale a partire dal 1764.                              |